# Orquestra Filharmònica de Belgrad
L'Orquestra Filharmònica de Belgrad és una orquestra simfònica sèrbia situada a Belgrad. Actualment el seu director titular és Gabriel Feltz.
Va ser fundada al 1923 per Stevan Hristić, que va dirigir el seu concert inaugural el 28 d'abril i va ser el seu titular fins a mitjans dels anys 30. Des dels anys 30 ha donat els seus concerts al auditori de l'edifici de la Fundació Ilija M. Kolarac, a la Plaça dels Estudiants de la capital. L'era daurada de la orquestra van ser els anys 60 i 70, quan va arribar a ser considerada com una de les millors orquestres d'Europa.
Als anys 90, amb les guerres de Iugoslàvia i el bloqueig internacional, l'agrupació va perdre el seu finançament i la majoria dels seus membres. Quan Ivan Tasovac en va esdevenir manager al 2001 «el pressupost estava al nivel d'un error estatístic, els músics eren desmotivats, tocant instruments terribles, i sovint hi havien més músics a l'escenari que gent a les butaques».
Amb l'estabilització del pais, l'orquestra va ser reconstruïda al llarg dels 2000 amb una plantilla prou jove, que encara tenia una mitjana d'edat de quaranta anys a la següent dècada. L'auditori de la Fundació Kolarac va ser reformat al 2004, i l'orquestra va empendre programes renovadors com cicles de concerts amb dones directores, per a joves o amb instruments a partir de materials reciclats.
Al 2014 l'orquestra va fer una gira nord-americana que va concloure al Carnegie Hall per a recaudar fons per a la construcció d'un nou auditori al Nou Belgrad, i ja ha donat ocasionalment concerts multitudinaris a l'aire lliure al lloc on serà construït.

## Directors principals
- Stevan Hristić (1923–36)
- Lovro von Matačić (1936–39)
- Oskar Danon (1944–51)
- Krešimir Baranović (1951–61)
- Živojin Zdravković (1961–78)
- Angel Šurev (1978–79)
- Anton Kolar (1979–81)
- Angel Šurev (1982–83)
- Jovan Šajnović (1983–89)
- Vassili Sinaiski (1989–91)
- Emil Tabakov (1994–99)
- Uroš Lajovic (2001–06)
- Dorian Wilson (2006–07)
- Muhai Tang (2010–15)
- Gabriel Feltz (2015–)

## Referéncies
1. ↑  Balkan Insight[enllaç sense format]
2. ↑  New York Times[enllaç sense format]
3. ↑  New York Times[enllaç sense format]
4. ↑  Washington Post[enllaç sense format]